# Клара Домбровска
„Клара Домбровска“ је југословенски филм из 1976. године. Режирао га је Јоаким Марушић, а сценарио су писали Јосип Кулунџић и Јоаким Марушић.

## Улоге
| Глумац                 | Улога    |
| ---------------------- | -------- |
| Нева Росић             | Клара    |
| Милка Подруг Кокотовић | Амалија  |
| Ервина Драгман         | Паула    |
| Борис Бузанчић         | Владимир |
| Вања Драх              | Емил     |
| Угљеша Којадиновић     | Феликс   |
| Хелена Буљан           | Павица   |
| Бисерка Ипса           | Сташка   |
| Стево Крњајић          | Влахо    |

Остале улоге  ▼
| Глумац              | Улога       |
| ------------------- | ----------- |
| Душко Валентић      | Хано        |
| Антун Тудић         | Крешо       |
| Драго Митровић      | Саболић     |
| Тана Маскарели      | Ката        |
| Драган Миливојевић  | Пријатељ    |
| Зденка Хершак       | Милостива 1 |
| Вјера Жагар Нардели | Милостива 2 |